# بوبكري فراجي
بوبكري فراجي (ولد 24 نوفمبر 1966) كاتب جزائري وصاحب كتاب «قضايا فكرية: قراءات وتأملات في النظريات العلمية المعاصرة» الصادر سنة 2007.

## حياته
ولد ببلدية العبادلة بولاية بشار في 24 نوفمبر 1966. حاصل على شهادة الدراسات العليا في الفيزياء وشهادة ماجستير في هذا الاختصاص، ناقشها لأول مرة باللغة العربية في 23 جوان 1992 في جامعة وهران. شارك في ندوات وطنية ودولية بالجزائر حول المصطلح العلمي والإنسان في الكتب السماوية.
له مقالات منشورة في مجلات عربية رائدة لا سيما مجلة الإبداع والعلوم الإنسانية «كتابات معاصرة» في لبنان، ومجلة تبسيط المعرفة «المدار» التي تصدر عن مدينة العلوم في تونس. كما كلف بإبداء رأي استشرافي حول الألفية الثالثة من طرف كراس الإبداع والفن المغاير في لبنان.
يدرس حاليا مادة الفيزياء بجامعة محمد بوضياف للعلوم والتكنولوجيا بوهران.

## ملحقات ومراجع
http://www.books.google.dz/books?isbn=9961548132